# おかざきカレーパン
おかざきカレーパンは、愛知県岡崎市のご当地グルメである。

## 概要
岡崎地鶏の岡崎おうはんと、岡崎名物の八丁味噌を使用したスティック状のカレーパン。広義では餡または生地に岡崎の食材を用いたカレーパン。
2019年春に岡崎市でパン店を運営するサンクレールが、人気商品のカレーパンに地元食材を使った岡崎名物の開発を開始した。ちょうどその頃、岡崎市は全国ふるさと甲子園でグランプリを狙える新たなグルメを探しており、岡崎市が掲げた出場条件は「八丁味噌」と「岡崎おうはん」を使うことであった。完成した「おかざきカレーパン」は岡崎観光伝道師の東海オンエアとともに2019年8月24日の『第5回全国ふるさと甲子園』に望み、「世界に誇る逸品 ご飯パン麺類部門」でグランプリを獲得した。
グランプリ獲得後は、サンクレールが運営する店舗だけでなく市内数店舗で販売されるようになる。2020年には岡崎名物『おかざきめし』にも認定され、岡崎市内の26店まで広がり「おかざきカレーパン街道」が発足する。
2021年1月28日、愛知県が定める食と花の街道の認定を受けた。
同年12月14日、ミニストップの東海、近畿、四国エリアの2府10県と静岡県の一部の約650店で販売が開始された。「岡崎グルメを盛り上げる会」（神谷知秀会長）が商品開発し、製造は第一屋製パンの大阪空港工場（大阪市池田市）が受け持つ。パッケージにはターバンを巻いたオカザえもんのイラストがあしらわれている。